# Days of Nothing
Days Of Nothing è il debut album del gruppo gothic metal/doom metal italiano The Foreshadowing pubblicato nel 2007. L'album è un concept sulla rassegnazione all'idea di un'imminente apocalisse immaginata da un uomo qualunque. È caratterizzato da uno stile semplice e minimale, le canzoni hanno breve durata, alternando melodie accattivanti ad un potente arrangiamento chitarristico tipico del sound doom e gotico.

## Tracce
1. Cold Waste – 6:25
2. The Wandering – 4:43
3. Death Is Our Freedom – 5:22
4. Departure – 4:10
5. Eschaton – 6:45
6. Last Minute Train – 4:08
7. Ladykiller – 4:26
8. The Fall – 6:17
9. Days Of Nothing – 6:34
10. Into The Lips Of The Earth – 3:44

## Formazione
- Marco Benevento - voce
- Alessandro Pace - chitarra
- Andrea Chiodetti - chitarra
- Francesco Sosto - tastiere, voce
- Davide Pesola - basso
- Jonah Padella - batteria